# Толчев, Валерий Степанович
 Валерий Степанович Толчев (1 января 1956, Ангарск, Иркутская область — 3 ноября 2006, Омск) — советский футболист, нападающий, защитник, полузащитник; российский тренер.

## Биография
Воспитанник футбольной школы Ангарска, тренер П. Д. Антонов.
В первенстве СССР играл за команды низших лиг «Иртыш» Омск (1976, 1981—1984), «Ангара» Ангарск (1977—1978, 1990—1991), «Звезда» Иркутск (1979, 1987), «Кузбасс» Кемерово (1979—1980), «Таврия» Симферополь (1985), «Атлантика» Севастополь (1986).
В последние годы карьеры игрока в 1990—1991 годах во второй низшей лиге в «Ангаре» был также тренером и начальником команды. Работал в клубах «Аган» Радужный (1992 — тренер), «Иртыш» Омск (1994 — главный тренер), «Динамо» Омск (1995 — тренер), «Самотлор-XXI» Нижневартовск (1996 — тренер), «Ангара» (1997 — начальник команды). Главный тренер в командах «Сибиряк» Братск (1998—2001), «Луч» Владивосток (2002), «Чкаловец-Олимпик» Новосибирск (2003), «Амур» Благовещенск (2004—2005).
Скончался 3 января 2006 года, в возрасте 50 лет, у входа омской МСЧ-10. По мнению жены Елены врачи МСЧ-10 не оказали медицинскую помощь Толчеву, несмотря на неоднократные просьбы прохожих, которые пытались спасти его более часа.
Похоронен на Ново-Южном кладбище Омска.